# Mayumi Aoki
Mayumi Aoki (青木まゆみ?, Aoki Mayumi; Yamaga, 1º maggio 1953) è un'ex nuotatrice giapponese.

## Biografia
Vinse una medaglia d'oro ai 100 m farfalla con il tempo 1:03.34 nel Giochi della XX Olimpiade, fu il suo nuovo record mondiale dei 100 m farfalla (1º settembre 1972 Monaco di Baviera, Germania Ovest) in precedenza aveva ottenuto il vecchio primato di 1'03"9 il 21 luglio 1972 Tokyo, Giappone, riuscendo ad essere la prima donna al mondo a scendere sotto i 1'04" e superata nel frattempo dall'ungherese Andrea Gyarmati con 1'03"80 (del 31 agosto 1972 )
Ai campionati mondiali di nuoto 1973 ottenne una medaglia di bronzo ai 100 m farfalla con 1:03.73, meglio di lei le tedesche Kornelia Ender e Rosemarie Kother.

## Riconoscimenti
- International Swimming Hall of Fame.